# Hans Eckstein
Hans Eckstein   (Leipzig, 15 de desembre de 1908 - Leipzig, 15 de març de 1985) va ser un waterpolista alemany que va competir durant la dècada de 1930.
El 1932 va prendre part en els Jocs Olímpics de Los Angeles, on va guanyar la medalla de plata en la competició de waterpolo.
En retirar-se va fer d'àrbitre i entrenador.